# Обикновено лютиче
Обикновеното лютиче (Ranunculus acris) е вид тревисто растение от семейство Лютикови (Ranunculaceae). Разпространено е в умерения пояс на Евразия. Има удължени стъбла, на върха на които се намират жълти цветове с диаметър около 25 mm.